# Charlotte (Tennessee)
Charlotte és una població dels Estats Units a l'estat de Tennessee. Segons el cens del 2000 tenia 1.153 habitants.

## Demografia
Segons el cens del 2000, Charlotte tenia 1.153 habitants, 395 habitatges, i 272 famílies. La densitat de població era de 255,8 habitants/km².
Dels 395 habitatges en un 30,1% hi vivien nens de menys de 18 anys, en un 52,2% hi vivien parelles casades, en un 11,9% dones solteres, i en un 31,1% no eren unitats familiars. En el 26,8% dels habitatges hi vivien persones soles el 12,4% de les quals corresponia a persones de 65 anys o més que vivien soles. El nombre mitjà de persones vivint en cada habitatge era de 2,5 i el nombre mitjà de persones que vivien en cada família era de 3,03.
Per edats la població es repartia de la següent manera: un 21,9% tenia menys de 18 anys, un 10% entre 18 i 24, un 35,5% entre 25 i 44, un 20,3% de 45 a 60 i un 12,3% 65 anys o més.
L'edat mediana era de 34 anys. Per cada 100 dones de 18 o més anys hi havia 120 homes.
La renda mediana per habitatge era de 32.279 $ i la renda mediana per família de 40.795 $. Els homes tenien una renda mediana de 30.172 $ mentre que les dones 21.442 $. La renda per capita de la població era de 15.061 $. Entorn del 7% de les famílies i el 10,6% de la població estaven per davall del llindar de pobresa.

## Poblacions més properes
El següent diagrama mostra les poblacions més properes.